# Плёмёр (кантон)
Плёмёр (фр. Plœmeur) — кантон во Франции, находится в регионе Бретань, департамент Морбиан. Входит в состав округа Лорьян.

## История
До 2015 года в состав кантона входили коммуны Лармор-Плаж и Плёмёр.
В результате реформы 2015 года состав кантона был изменен: в него была добавлена коммуна Кевен.

## Состав кантона с 22 марта 2015 года
В состав кантона входят коммуны (население по данным Национального института статистики Архивная копия от 17 января 2022 на Wayback Machine за 2019 г.):
- Кевен (8 770 чел.)
- Лармор-Плаж (8 319 чел.)
- Плёмёр (17 778 чел.)

## Политика
На президентских выборах 2022 г. жители кантона отдали в 1-м туре Эмманюэлю Макрону 37,9 % голосов против 17,8 % у Марин Ле Пен и 15,3 % у Жана-Люка Меланшона; во 2-м туре в кантоне победил Макрон, получивший 69,5 % голосов. (2017 год. 1 тур: Эмманюэль Макрон – 32,5 %, Франсуа Фийон – 23,8 %, Жан-Люк Меланшон – 15,4 %, Марин Ле Пен – 13,5 %; 2 тур: Макрон – 78,0 %. 2012 год. 1 тур: Николя Саркози — 30,9 %, Франсуа Олланд — 29,1 %, Марин Ле Пен — 13,1 %; 2 тур: Олланд — 50,3 %).
С 2021 года кантон в Совете департамента Морбиан представляют мэр коммуны Плёмёр Ронан Лоа (Ronan Loas) и Марьян Руссе (Marianne Rousset) (оба — Разные правые).
|                | Кандидаты                    | Партия                  | Первый тур | Первый тур     | Второй тур | Второй тур |
| Кол-во голосов | Кандидаты                    | Партия                  | % голосов  | Кол-во голосов | % голосов  |            |
| -------------- | ---------------------------- | ----------------------- | ---------- | -------------- | ---------- | ---------- |
|                | Ронан Лоа Марьян Руссе       | Разные правые           | 6 819      | 65,25          | 7 903      | 71,35      |
|                | Марк Бакки Даниэль Ле Мар    | Разные левые            | 1 863      | 17,83          | 3 174      | 28,65      |
|                | Жан-Батист Буйер Оливия Юген | Европа Экология Зелёные | 1 769      | 16,93          |            |            |

|                | Кандидаты                         | Партия             | Первый тур | Первый тур     | Второй тур | Второй тур |
| Кол-во голосов | Кандидаты                         | Партия             | % голосов  | Кол-во голосов | % голосов  |            |
| -------------- | --------------------------------- | ------------------ | ---------- | -------------- | ---------- | ---------- |
|                | Ронан Лоа Брижитт Мелен           | Правый блок        | 6 447      | 42,77          | 8 601      | 60,80      |
|                | Марк Козилис Нольвен Делале       | Разные левые       | 2 954      | 19,60          | 5 546      | 39,20      |
|                | Фредерик Буссар Синди Коссар      | Национальный фронт | 2 487      | 16,50          |            |            |
|                | Сильвен Бритель Мари-Франс Норман | Разные левые       | 1 868      | 12,39          |            |            |
|                | Режин Ле Жён Мишель Ле Метраллан  | Левый фронт        | 1 319      | 8,75           |            |            |